# سراب رباط
سراب رباط ذهابی، روستایی از بخش مرکزی (شهرستان خرم‌آباد) در استان لرستان می‌باشد.

## جمعیت
این روستا در دهستان رباط قرار دارد و براساس سرشماری مرکز آمار ایران در سال ۱۳۸۵، جمعیت آن ۴۳۲ نفر (۸۸خانوار) بوده است.

## موقعیت و ویژگی‌های روستا
روستای سراب رباط ذهابی دیار مردمان لک روستایی زیبا و چهار فصل است. مردمان روستا در اواسط فصل بهار زمین‌های آبی خود را به شالیزار تبدیل می‌کنند تا در فصل پاییز ثمره آن را ببینند. این روستا دارای یک سراب پرآب با چشمه‌های فراوان می‌باشد که سرچشمه رودخانه گلال خرم‌آباد می‌باشد. روستای رباط پر از میوه‌ها و گیاهان دارویی کوهی است که بسیار سودبخش هستند که از جملهٔ آن‌ها عبارت‌اند از گویچ (زالزالک)، هلونه (آلبالوی وحشی)، قلنگ (بنه)، پقازه و … که در فصول مختلف آمادهٔ برداشت هستند. اغلب درختان در کوه‌های اطراف روستا درختان زیبای بلی (بلوط) هستند. در روستا دو مرغ‌داری احداث شده که نیروی کار زیادی را به خود جذب کرده است. که البته ظرفیت بالای در زمینه کشاورزی در این شاه راه قدیمی وجود دارد که مورد بی‌توجهی مسولان قرار گرفته است که علاوه بر این می‌توان به یک قطب گردشگری مهم نیز تبدیل شود.